# 哥伦比亚国旗
哥倫比亞國旗是一面由黃、紅、藍三橫條組成的旗幟（稱為米蘭達三色旗），啟用於1861年11月26日。其中三色的比例為2:1:1。其设计灵感来自于1801 年委内瑞拉爱国者弗朗西斯科·德·米兰达和利诺·德·克莱门特为委内瑞拉第一共和国设计的国旗，该国旗后来于1811年获得委内瑞拉制宪会议的批准。
这些颜色先后由大哥伦比亚议会于1819年12月17日和新格拉纳达共和国于1834年5月9日采用。目前的颜色排列于1861年11月26日正式采用，随后由1924年5月17日第861号法令和1934年1月11日第62号法令进行规范。
由于共同的历史渊源，哥伦比亚国旗与厄瓜多尔和委内瑞拉的国旗颇为相似，这两个国家都曾是前大哥伦比亚的一部分。其中，厄瓜多尔国旗最为相似，其法律承认两种官方版本，其比例和布局与哥伦比亚国旗非常相似，仅在颜色深浅上有所不同。厄瓜多尔民用旗帜与哥伦比亚国旗非常相似，容易引起混淆。相比之下，厄瓜多尔国旗的中央是国徽，因此更容易区分。在这两种情况下，厄瓜多尔国旗所用颜色的深浅都与哥伦比亚国旗不同。 就哥伦比亚而言，只有在官方机构场合，国旗上才必须使用国徽。
作为国家象征，国旗被政府和国家机构使用，其设计具体变化取决于外交、民事或军事机构的预期用途。
- 国旗、军舰旗。比例：2:3
- 总统旗。比例：2:3
- 政府旗。比例：2:3
- 民船旗。比例：2:3
- 军舰旗。比例：2:3
- 海上用旗。比例：2:3
- 军舰旗。比例：2:3

## 历史国旗
| 國旗 | 國家             | 使用            |
| ---- | ---------------- | --------------- |
|      | 新格林纳达       | 1814年－1815年  |
|      | 新格林纳达       | 1815年－1819年  |
|      | 大哥伦比亚共和国 | 1819年－1820年  |
|      | 大哥伦比亚共和国 | 1820年－1821年  |
|      | 大哥伦比亚共和国 | 1821年－1831年  |
|      | 新格拉纳达共和国 | 1831年－1834年  |
|      | 格林纳达联邦     | 1834年－1861年  |
|      | 哥伦比亚合众国   | 1861年7月－11月 |
|      | 哥伦比亚共和国   | 1861年11月至今  |